# Cultura LGBT en Hong Kong

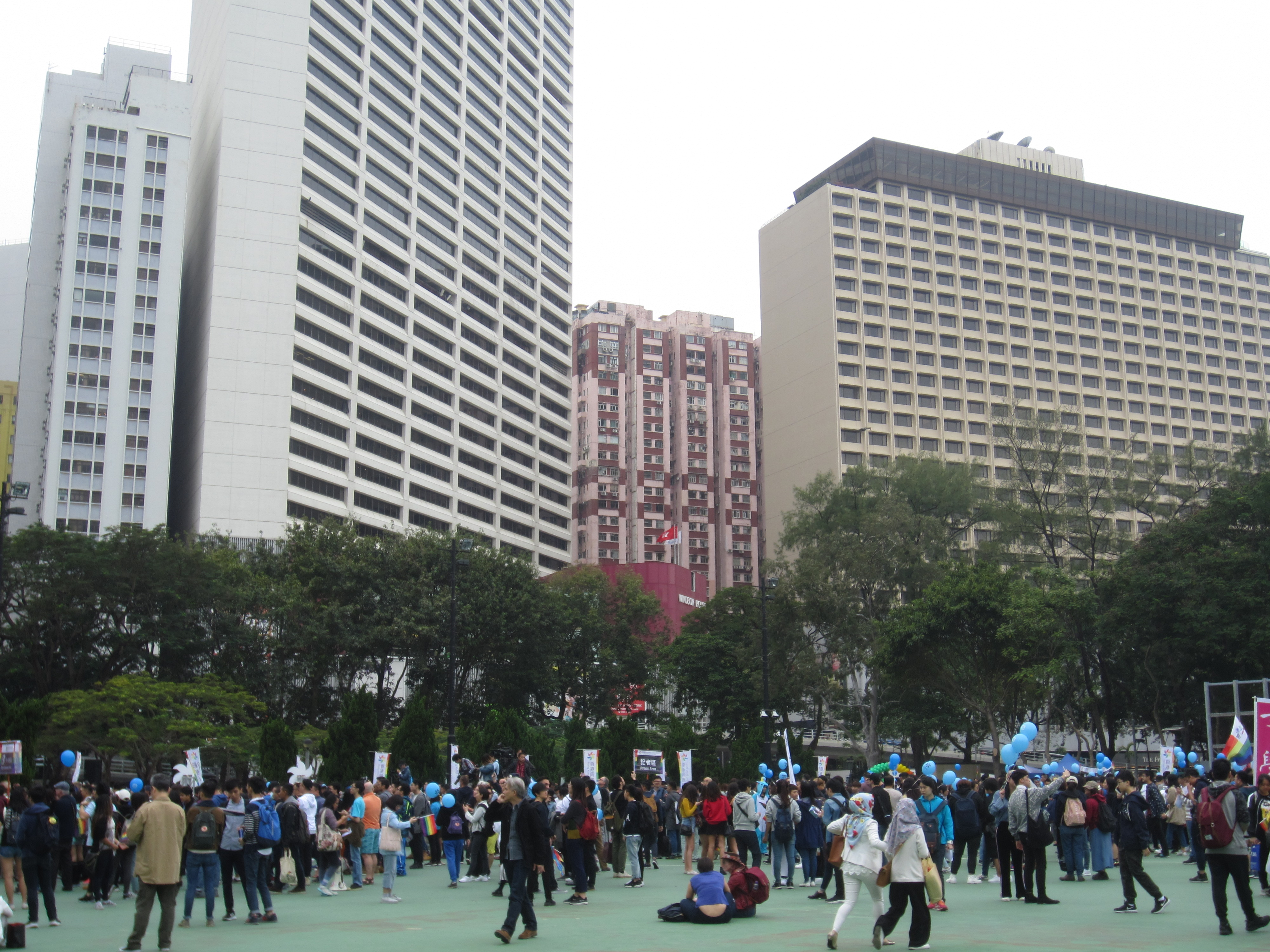
Marcha del Orgullo LGBT de Hong Kong en 2017.

La cultura LGBT en Hong Kong comprende las diferentes manifestaciones artísticas y de ocio existentes en el país cuyo enfoque es la diversidad sexual o incluye la participación de personas LGBT en ellas. A pesar de la historia de colonización y el proceso resultante de occidentalización desde 1842, Hong Kong todavía encarna muchos aspectos de los valores tradicionales chinos hacia la sexualidad. Tradicionalmente se cree que la heterosexualidad es la sexualidad natural, coherente y privilegiada. Los medios populares marginan y discriminan a los miembros LGBT de Hong Kong en un intento de mantener "estilos de vida tradicionales".
En 1991, el gobierno de Hong Kong legalizó las relaciones entre hombres del mismo sexo. Desde entonces, el activismo LGBT ha aumentado, pidiendo protecciones legales. En la década de 2000 comenzó una ola de activismo político. En 2005, el gobierno de Hong Kong llevó a cabo una encuesta telefónica a la que respondieron más de 2000 personas; de ellos, el 39% indicó que la homosexualidad "contradice la moral de la comunidad". El 42% de los encuestados en 2005 afirmó que los homosexuales no eran "psicológicamente normales".
Una encuesta de 2012 realizada por Community Business tuvo 1002 encuestados elegidos al azar y 626 personas que se identificaron como LGBT. De los encuestados, elegidos al azar, el 50% afirmó que aceptaba a personas LGBT mientras que el 25% afirmó que no; El 3% afirmó que creía que las personas LGBT no eran "psicológicamente normales". De los empleados LGBT, el 53% afirmó que tuvo que "fingir ser alguien que no es" y por eso se sintió agotado, mientras que el 26% afirmó que el ambiente laboral no los aceptaba, por lo que, en ocasiones, tuvieron que quedarse en casa para trabajar.
Según una encuesta titulada "El clima LGBT de Hong Kong", realizada por la Universidad de Hong Kong, el 25,6% de los encuestados afirmó que creía que las personas LGBT son como son debido a su educación y socialización, mientras que el 24,2% de los encuestados cree que "nacen así", y el 14,3% cree que es causado por ambos factores. Si bien casi la mitad de los encuestados conocía personalmente a una persona de la comunidad LGBT, la mayoría de los encuestados también afirmaron que "no les importaría" y "no tendrían sentimientos especiales" hacia las personas LGBT. La mayoría de los encuestados eran conscientes de la discriminación y humillación que enfrentan las personas LGBT en su vida diaria; el 85% de los encuestados apoyó la idea de promover la inclusión de la comunidad LGBT. La encuesta también incluyó las experiencias de personas LGBT de Hong Kong y se observó que la mayoría de ellos no habían "confesado" completamente a su familia, principalmente debido al miedo a no ser aceptados, a ser avergonzados o rechazados por sus familiares. Por la misma razón, las personas LGBT tendieron a buscar ayuda y apoyo en varias plataformas de redes sociales en lugar de en miembros de su familia.
En 2012, muchas personas originarias de China continental se convirtieron en parte de la cultura LGBT de Hong Kong. Las marchas LGBT son legales en Hong Kong, mientras que no están permitidas en muchas zonas del continente. Joanna Chiu y Christy Choi del South China Morning Post afirmaron que en Hong Kong las lesbianas señalaban que los legisladores conservadores y los grupos cristianos de Hong Kong hacen que el lesbianismo sea menos aceptado en Hong Kong en comparación con China continental, pero que las lesbianas de Hong Kong son más capaces de resistir las presiones para casarse con hombres.

## Economía

### Vivienda
En Hong Kong, la alta densidad inmobiliaria se utiliza como estrategia gubernamental de regulación de los precios de la tierra. Esta política de precios elevados de la tierra contribuye a una elección limitada en el entorno de vida y, por lo tanto, a una mayor necesidad de vivir con otras personas, a menudo con la familia inmediata. El espacio familiar se considera un lugar controversial para los habitantes LGBT de Hong Kong por salir del armario. Vivir en un espacio confinado con la familia hace que sea más difícil para muchos hongkoneses transgénero abrazar su expresión de género sin el riesgo de quedar expuestos y sufrir violencia familiar.
La unidad familiar en Hong Kong a menudo se reconfigura para incluir a cualquiera que pueda contribuir económicamente a la unidad en respuesta a la falta de prestaciones sociales. Para los habitantes LGBT de Hong Kong, estos valores familiares hacen que lograr la estabilidad financiera sea una forma de ser aceptados en la familia a pesar de su identidad queer. Esta noción también revela una expectativa mayor de que los LGBT de Hong Kong abracen la autosuficiencia y el individualismo para sobrevivir materialmente en una sociedad donde la vivienda depende de relaciones familiares íntimas. El matrimonio heterosexual también se convierte en una forma para que las personas LGBT busquen vivienda fuera de la unidad familiar debido a la priorización de las parejas casadas en el Plan de Propiedad de Vivienda. Sin embargo, a menudo la idea de alejarse de la familia puede considerarse bajo la piedad filial como una ruptura de la familia, lo que afecta la decisión de muchos habitantes LGBT de Hong Kong de continuar viviendo con su familia, a pesar de la depresión, la confusión y el aislamienta que puede desarrollarse en las relaciones queer.

### Lugares de trabajo
Las personas LGBT sufren discriminación tanto en la entrevista de trabajo como en el lugar de trabajo. Durante las entrevistas, las personas LGBT serían discriminadas por su apariencia. Un ejemplo es que un empleador planteó una pregunta relacionada con la orientación sexual de la entrevistada, a lo que la empleada admitió que era lesbiana y no fue contratada. La razón del desempleo es que el empleador trató su orientación sexual como un "problema" y "anormal". Además, las personas transgénero se toparían con muchos obstáculos durante la entrevista. Por ejemplo, el empleador se comporta y trata de manera diferente al entrevistado cuando ve que la apariencia de una persona transgénero difiere del sexo que figura en su documento de identidad. Incluso si la persona transgénero es capaz y está calificada para el trabajo, no sería contratada debido a su ambigua presentación de género. No sólo hay discriminación durante la entrevista, la discriminación continúa en el lugar de trabajo y las personas LGBT nunca reciben un trato igualitario. Una lesbiana que vestía traje fue contratada por una empresa, pero le exigieron que usara vestido; no tiene poder de negociación y podría ser despedida si rechaza la solicitud de vestirse. Las personas LGBT siempre reciben un trato hostil y descortés y tienen menos capacidad de acción en el lugar de trabajo.
Según una encuesta realizada por Community Business, los trabajadores del grupo LGBT se sienten discriminados por los demás por los siguientes aspectos: no ser respetados (80%) e insultos orales o burlas (60%). Además, también reciben un trato injusto en el lugar de trabajo, como menos oportunidades de obtener un ascenso (24%), obligación de renunciar (15%) y no ser contratados (13%).
Propuesto por Community Business, se lanzó el Índice de Inclusión LGBT+ de Hong Kong sobre la inclusión y las iniciativas LGBT+ en el lugar de trabajo en Asia. Se trata de un índice que proporciona una herramienta creíble y sólida para evaluar y promover aquellas empresas que han contribuido a la inclusión LGBT+ en Hong Kong. Community Business ha proporcionado una guía para los empleadores que ya se han inscrito en el índice para crear lugares de trabajo inclusivos para los empleados LGBT en Hong Kong. En el índice de 2019 han publicado algunas categorías para empleadores como políticas de igualdad de oportunidades, estructura de diversidad y cultura corporativa. El desempeño de las empresas que se hayan inscrito será evaluado por al menos dos miembros senior del Community Business Team. El índice sería un gran estímulo para que las empresas cumplan con su responsabilidad social corporativa. Beneficiaría tanto a la población LGBT al tener más oportunidades laborales como también será una oportunidad para la publicidad corporativa. En el informe del índice de 2017, la mayoría de los empleadores con la puntuación más alta son empresas financieras o bancos multinacionales, mientras que solo hay unas pocas empresas locales.

### Negocios
Hay negocios rosas visibles e invisibles en Hong Kong. Los visibles se encuentran principalmente en el área central, notablemente en Lan Kwai Fong y el área de SoHo, así como en Wanchai. Al ubicarse en áreas comerciales tan bulliciosas, se forma un "enclave de nicho" dentro del área de consumo principal. Los invisibles están ubicados en áreas anónimas en Causeway Bay, Mongkok y Tsim Sha Tsui. También hay tiendas de formato "pop-up". Por lo general, son conocidos y operados basándose en el conocimiento de boca en boca de quienes tienen información privilegiada.
Los espacios lésbicos se encuentran principalmente en Causeway Bay, Tsim Sha Tsui y Mong Kok. Las lesbianas parecen estar seguras y cómodas en ausencia de hombres, por lo que se reduce la incidencia de acoso sexual y verbal. Las tiendas rosas invisibles muestran que los espacios queer siguen marginados en la ciudad frente a la hegemonía de la sexualidad.

## Instituciones
El Hong Kong Ten Percent Club es una organización LGBT. Fue uno de los primeros fundados en Hong Kong.
Rainbow of Hong Kong es una organización LGBT sin fines de lucro establecida en 1998 con el objetivo de mejorar la calidad de vida de las personas LGBT reuniendo un equipo de voluntarios para brindar servicios y organizar actividades en respuesta a las necesidades de la comunidad LGBT, como servicios médicos, educación sexual, asesoramiento doméstico y servicios de línea directa.
La Coalición de Mujeres de Hong Kong (Women Coalition of Hong Kong, WCHK) es una organización de derechos LGBT. Fue fundada alrededor del año 2002.
Pink Alliance es una organización caritativa LGBT que promueve la igualdad de derechos de la comunidad LGBT. El trabajo principal de esta institución incluye realizar investigaciones sobre historia y encuestas sobre la cultura LGBT y la visión pública hacia LGBT, publicar los últimos movimientos y noticias sobre la igualdad de la comunidad LGBT tanto en Hong Kong como en países extranjeros y organizar campañas para apoyar a la comunidad LGBT. En 2017, organizó el principal festival LGBT de Asia en colaboración con otras organizaciones LGBT llamado 'Pink Season HK', que duró 5 semanas y celebró 28 eventos que reunieron a 2500 participantes. Se llevó a cabo una serie de actividades y temas que incluyeron educación, música, arte, deportes y entretenimiento para concienciar al público sobre la calidad de la comunidad LGBT y brindaron una oportunidad para que las personas LGBT compartieran sus historias y se apoyaran mutuamente. Además, Pink Alliance organiza cada año el evento "IDAHOT HK" (Día Internacional contra la Homofobia y la Transfobia), colaborando con otras instituciones LGBT para eliminar la discriminación del público hacia la comunidad LGBT, construir un entendimiento objetivo y crear conciencia para apoyar a los grupos LGBT y convocar a legislación sobre discriminación hacia los grupos LGBT. Durante el día, las celebridades LGBT y las víctimas LGBT que sufrieron acoso comparten sus historias y puntos de vista sobre su orientación sexual y apoyan a otros participantes LGBT.

## Educación
El gobierno de Hong Kong no ha implementado ningún plan de estudios obligatorio sobre orientación sexual y cuestiones LGBT. Según las Directrices sobre Educación Sexual en las Escuelas, publicadas en 1997 y revisadas en 2004, se recomienda a las escuelas que eduquen a los estudiantes sobre las diferentes sexualidades, la homofobia y la normatividad del matrimonio. Sin embargo, la decisión de introducir estos materiales depende totalmente de cada escuela y no existen restricciones oficiales sobre los materiales que se utilizan.
En el marco de la Orientación Técnica Internacional, Hong Kong lleva a cabo el marco de educación sexual para niños de 5 años y estudiantes de 18 años o más para promover la educación sexual en los niveles curriculares. La educación sexual en las escuelas de Hong Kong comenzó en 1971 y continuó revisando y ampliando el contenido inclusivo no sólo de hechos y habilidades científicas sobre reproducción, matrimonio y familia, sino que también agregó contenidos de educación sexual y de género. Los conceptos clave de la educación sexual en 1997 incluían cinco aspectos: desarrollo humano, salud y comportamiento, relaciones interpersonales, matrimonio y familia y sociedad y cultura. Después de ser modificado en 2008, el marco también incluía la parte de enseñar a los estudiantes a mantener una postura abierta y solidaria para comprender y aceptar a las personas que tienen diferente orientación sexual (LGBT) y aprender a pensar críticamente hacia la visión de los medios de comunicación sobre la comunidad LGBT y analizar temas relacionados con el 'sexo' o el 'género' de forma racional y objetiva. Además, muchos temas relevantes para LGBT se cubren en el plan de estudios de muchas materias, desde estudios primarios hasta estudios terciarios. Por ejemplo, en el programa de Estudios Generales de Cuarto a Sexto de Primaria, el marco inculca un sentido de construcción de valores y actitudes neutrales hacia las personas que tienen diferencias en su crecimiento y desarrollo en la construcción de su orientación sexual durante la pubertad. En la educación terciaria, algunas universidades de Hong Kong ofrecen cursos sobre sexualidad y género en el plan de estudios de educación general. Por ejemplo, la Universidad China de Hong Kong y la Universidad de la ciudad de Hong Kong ofrecen cursos optativos relacionados con la sexualidad y la educación de género y algunos estudios importantes de sociología, antropología y cultura que también proporcionarán una visión neutral y una comprensión de la orientación sexual y permitirán a los estudiantes construir una actitud abierta para aceptar y reclamar la igualdad para la comunidad LGBT.
Aparte del plan de estudios, los estudiantes LGBT son discriminados en su vida escolar. Según una encuesta realizada por el gobierno de Hong Kong, los estudiantes LGBT recibieron la tasa más alta de discriminación en las escuelas secundarias: el 41% de 3040 encuestados indicaron que los LGBT son "psicológicamente anormales". Los estudiantes LGBT señalaron que los profesores tienden a describir negativamente las cuestiones LGBT durante la lección y no protegerían a los estudiantes LGBT que son discriminados por otros estudiantes. Incluso algunos profesores utilizarían el término "anormal" o "repugnante" para describir el comportamiento de las personas LGBT. Además, el origen religioso es otro factor crucial que provoca que los estudiantes LGBT tengan prejuicios. Muchas escuelas secundarias locales tienen antecedentes religiosos, como el cristianismo protestante y el catolicismo, en los que la escuela prohíbe la cultura LGBT. Algunos profesores tratarían a las personas LGBT como un tipo de enfermedad o pecado que los estudiantes LGBT deberían rectificar. Por lo tanto, los estudiantes sufren la discriminación de los profesores y el origen religioso en la escuela.
La Universidad de Hong Kong posee una Alianza Queer Heterosexual (Queer Straight Alliance).

## Ocio

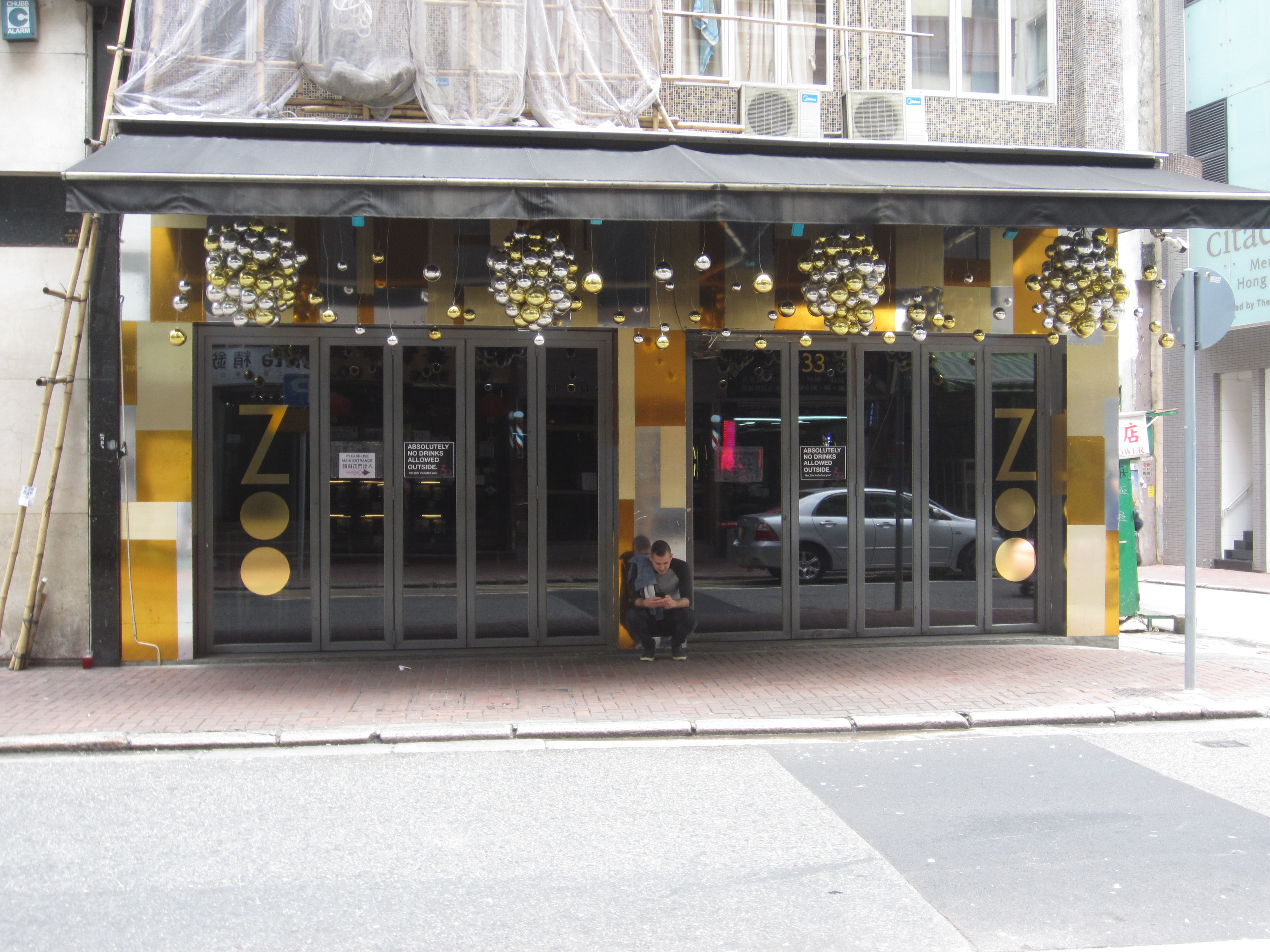
Zoo, bar gay de Hong Kong.

Waiwai Yeo, de la WCHK, afirmó que alrededor de 2002 la comunidad LGBT no se sentía lo suficientemente cómoda como para realizar una marcha del orgullo gay. La Marcha del Orgullo Gay de Hong Kong se celebró por primera vez en 2008. Waiwai Yeo afirmó que en el primer desfile participaron 1000 personas y que aumentó a 2500 en 2011. The Wall Street Journal escribió que esto está "muy lejos de los millones que acuden en masa a las marchas anuales del Orgullo en Brasil y en otros lugares". En 2017, 10 000 personas asistieron al desfile del orgullo gay. La marcha de 2020 fue cancelada porque la policía de Hong Kong no lo permitió.
Pink Dot, otro evento del orgullo gay, atrajo a unas 15 000 personas en 2015.
Les Pêches The Lounge organiza fiestas para mujeres lesbianas y bisexuales.
La Junta de Turismo de Hong Kong inició la "Temporada Rosa" para atraer el turismo LGBT. La Dra. Lucetta Kam Yip-lo, quien escribió Shanghai Lalas: Female Tongzhi Communities and Politics in Urban China, afirmó que "los bares o eventos LGBT como La marcha del orgullo gay es una gran atracción turística para las lesbianas".
También se celebra el Festival de Cine Gay y Lésbico de Hong Kong (Hong Kong Lesbian & Gay Film Festival, HKLGFF). Se estableció por primera vez en 1989 y se celebra anualmente. Debido a su naturaleza controvertida, había recibido pocos fondos gubernamentales, pero HKLGFF tomó su posición en el mercado comercial y obtuvo éxito monetario. Es un evento que promueve la cultura LGBT, pide la igualdad de la comunidad LGBT y elimina la discriminación de la comunidad LGBT a través del arte cinematográfico. En el programa se seleccionan y proyectan en los cines diferentes películas LGBT de todo el mundo.
Los artistas queer como Leslie Cheungson atacados repetidamente por los medios, a pesar de que su fama ha sentado el precedente para los actores y cantantes de cantopop supuestamente heterosexuales Aaron Kwok y Andy Lau, quienes adoptan actuaciones queer como el travestismo.
En 2022, Hong Kong acogió los XI Gay Games. Carrie Lam afirmó que "tomó nota" de la noticia y no anunció felicitaciones, citando su religión.

## Cine y televisión
Predominantemente en la década de 1990, hay un puñado de películas convencionales que desafían la heteronormatividad dentro de las producciones cinematográficas de Hong Kong e incluyen matices o tramas queer dentro de las películas. Algunos ejemplos bien conocidos incluyen Swordsman II, Swordsman III, Happy Together, He's a Woman, She's a Man y Permanent Residence. Aunque generalmente no son explícitas, los críticos consideran que estas películas son poco convencionales en cuanto a sexualidad por su ambigüedad. Sin embargo, las películas que tienen lo queer como centro de la trama han sido criticadas por ser simplemente "paisajes queer" y especulaciones de todas las minorías sexuales bajo el mismo término general, donde las personas se definen como queer siempre que se desvíen de la norma de género o sexualidad.
Television Broadcasts Limited (TVB) es la primera y más popular estación de televisión comercial de Hong Kong y, al tener los canales de televisión más vistos, ha producido algunas docenas de series de televisión con personajes LGBT. Según un informe de análisis de contenido realizado por Nu Tong Xue She (NTXS), que también es una organización de sensibilización LGBT, hubo 67 series de televisión con personajes LGBT durante el período de 1976 a 2012, pero el 70% defiende la homofobia en sus tramas argumentales y 22 de ellas que retratan a personajes LGBT como asesinos. Por ejemplo, los personajes LGBT a menudo se representan como enfermos mentales, agresivos y depredadores. En general, hay algunas series que retratan a personajes LGBT de manera positiva, pero a menudo son personajes secundarios y sus historias no se exploran a fondo. Cuestiones como la homofobia y la discriminación suelen ser el centro de discusión cuando se trata de personajes queer. En la serie de televisión A General, a Scholar and a Eunuch en 2017, los temas homoeróticos también se utilizan únicamente como alivio cómico.
Una notable serie de televisión con personajes LGBT, Margaret & David - Green Bean, se estrenó en 2016 y fue producida por Hong Kong Television Entertainment Company Limited y producida en ViuTV. Presenta a un personaje supuestamente bisexual que está enamorado de su amigo y socio comercial, pero no había ninguna trama explícitamente queer en la serie. La sociedad también generó un debate sobre el contenido homosexual en el cine infantil con el estreno de La bella y la bestia. La película incluye una escena en la que dos personajes masculinos, LeFou y Stanley, bailan juntos en el baile final antes de que termine. Mientras el director abordaba abiertamente el homenaje gay en la película, el debate sobre la idoneidad del contenido homosexual en las películas infantiles se desató en lugares como Rusia, Malasia y, por supuesto, Hong Kong. El presidente de la escuela primaria y secundaria International Christian Quality Music, Chan Wing Sun, sugirió a los padres que no llevaran a sus niños al cine para ver la película debido a su referencia gay. En respuesta a la controversia, el director de True Light Organization, Choi Chi Sum, muestra su apoyo a la película sugiriendo a los padres que lleven a sus hijos al cine y discutan con ellos sobre puntos controvertidos.
En 2021, se adaptó Ossan's Love y la adaptación se transmitió por ViuTV, convirtiéndose en la primera serie de televisión de amor entre chicos de Hong Kong. La serie de televisión fue protagonizada por Kenny Wong, Anson Lo y Edan Lui.

## Medios de comunicación

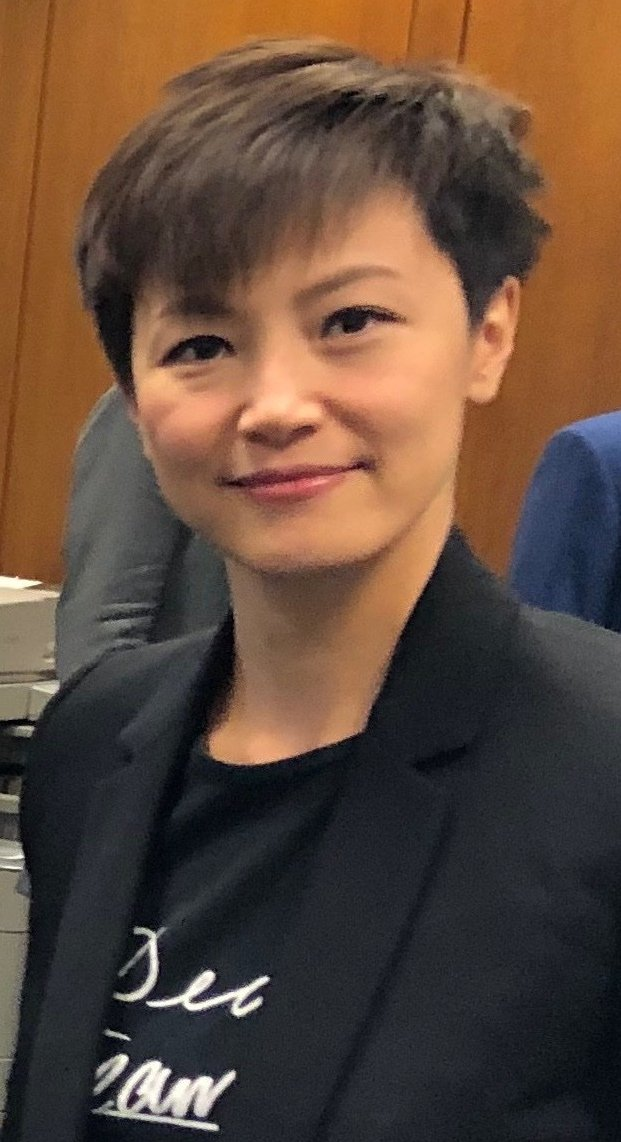
Denise Ho.

Los medios de comunicación de Hong Kong adoptaron una postura sobre cuestiones relacionadas con LGBT. Se crearon estereotipos sociales sobre LGBT. La muerte de Leslie Cheung, una reconocida celebridad queer en Hong Kong, en 2003 demostró las posturas de diferentes medios de comunicación en Hong Kong hacia LGBT. Cheung afirmó ser bisexual y admitió públicamente su homosexualidad. Como está escrito en su nota de suicidio, se suicidó debido a una depresión. Sin embargo, los medios de comunicación vincularon su muerte y depresión a su orientación sexual. Los periódicos y revistas publicaron columnas específicamente sobre la curación de la depresión, la prevención del suicidio y la "corrección" de la desorientación sexual, que representaba la creencia de que el público consideraba incorrecta la homosexualidad. Algunas personas incluso declararon que la homosexualidad era una enfermedad infecciosa como el SARS, que infectaba a las personas con "ideologías peligrosas" y "vida desordenada". El suicidio de Cheung fue presentado como un acto violento de homosexualidad.
En 2012, Denise Ho, una reconocida cantante de Hong Kong, participó en la cuarta Marcha del Orgullo Gay de Hong Kong. Después del evento no se publicaron más columnas especiales en el periódico sobre la «corrección de la desorientación sexual».
Las noticias e historias sobre LGBT que se informan en las revistas de chismes a veces son estereotipadas y, en ocasiones, "normalizan" las relaciones entre homosexuales y lesbianas. Las revistas de chismes informan sobre chismes de las personas que trabajan en la industria de los medios; circulan ampliamente en lugares como peluquerías, clínicas y oficinas. Las revistas de chismes de Hong Kong han estado informando sobre relaciones "secretas" entre homosexuales y lesbianas que sus reporteros han descubierto. Indirectamente obliga a las celebridades que no han salido del armario antes de su aparición en los informes involucrados a aclarar su orientación sexual y sus relaciones personales en público. Las revistas también han vinculado las relaciones entre homosexuales y lesbianas con el estatus social y financiero de las celebridades involucradas. Con referencia a la relación de So Sze Wang y Gam Yin Leng, una pareja de celebridades lesbianas de Hong Kong, los informes de las revistas tendían a centrarse en la riqueza del papel de marimacho en una relación lésbica. Las lesbianas y las mujeres bisexuales también reciben una imagen negativa en los medios de comunicación.

## Redes sociales
El uso cada vez mayor de Internet ha ayudado a las personas LGBT en Hong Kong a participar en interacciones y debates en plataformas de redes sociales, brindando a los grupos estigmatizados un espacio libre para expresar sus propias identidades. Se ha demostrado que las comunidades en línea desempeñan un papel importante en la formación de confianza en uno mismo y la autoaceptación a través de la ayuda de los demás. Internet también sirve como medio para brindar apoyo a la comunidad, facilitar debates más amplios sobre diversos temas y explorar identidades sexuales y de género. Al unirse a comunidades en línea, los miembros LGBT pueden encontrar métodos para hacer frente a la estigmatización externa, la discriminación y la falta de apoyo emocional. Al mismo tiempo, son capaces de encontrar el sentido de pertenencia. Todos estos factores constituyen que las redes sociales son un importante capital social de las personas LGBT para lograr el bienestar físico y mental, y un medio para hacer frente a la discriminación y la vergüenza social. Desde que se generalizó el uso de Internet, se han creado un puñado de sitios web para hombres que buscan relaciones sexuales con otros hombres, incluidos www.gaystation.com.hk, www.radiorepublic.com, ambos desactivados, y www.gayhk.com, que sigue activo.
Las aplicaciones telefónicas como Grindr y Jack'd también son prominentes entre los hombres homosexuales, que a menudo utilizan dichas aplicaciones para encontrar citas. Son las dos aplicaciones más descargadas por hombres homosexuales en Hong Kong.
Por otro lado, las redes sociales también desempeñan un papel en la organización de movimientos sociales y la promoción de los derechos LGBT a través de plataformas en línea. GdotTV, fundada en 2008, es la primera estación de televisión en línea LGBT china. Ha invocado con éxito debates sobre la inclusión en los medios y la visibilidad de personas con diferentes orientaciones sexuales, y cómo involucrarlos en los principales medios de comunicación. Al producir cortometrajes y programas que se centran en la vida y la experiencia de la comunidad LGBT en Hong Kong, ayuda a crear conciencia sobre la homofobia y la discriminación en la sociedad en general. Uno de los proyectos de medios más conocidos producidos y transmitidos en GdotTV es I Am Who I Am Project ("Proyecto Soy Quien Soy"). Mediante la publicación periódica de vídeos en diferentes plataformas, su objetivo es crear conciencia sobre el acoso de estudiantes LGBT en el entorno escolar y difundir mensajes positivos a las víctimas y ayudarlas a aceptar sus identidades. Además, la radio pública RTHK ha realizado entrevistas, episodios especiales y programas de entrevistas sobre contenido LGBTQ. Cada vez más, los canales de producción independientes y los vloggers de YouTube también crean podcasts y vídeos relacionados con temáticas LGBTQ.

## Cultura pop queer
Hong Kong tiene una cultura pop queer que aprecia el romance gay, y generalmente se la conoce como "Yaoi". Hong Kong suele adoptar su traducción al inglés e inicializar la frase "boy love" como "bl". Hong Kong también inventó una frase específica en referencia al amor entre dos hombres en 2013. La frase "hehe" se ha utilizado en el foro en línea HKGolden, que literalmente significa dos pronombres "él" ("he") unidos. También se convierte en "sheshe" para lesbianas. Desde entonces, el debate y la fantasía sobre la homosexualidad han entrado en la cultura popular de Hong Kong.
Aunque la cultura pop queer no necesariamente equivale a apoyar la igualdad de los homosexuales, Hong Kong registra ciertos casos en los que la cultura pop queer se conecta con el movimiento LGBT. Durante la Revolución de los Paraguas de Hong Kong de 2014, dos líderes estudiantiles, Alex Chow y Lester Shum, se convirtieron en "pareja" en varias redes sociales. El fandom parece apreciar la intimidad de los dos líderes, llamándolos Alexter, que consiste en una fusión de sus nombres. La comunidad de Facebook llamada "Lester Alex He He Group" también obtuvo 30 362 seguidores compartiendo fotos y animaciones de los dos juntos. Esta comunidad de amor de chicos se alinea hasta cierto punto con el movimiento LGBT al unirse al Orgullo Gay de Hong Kong de 2014. El surgimiento de este tipo de cultura pop queer muestra hasta cierto punto un aumento en la aceptación pública de la homosexualidad. Según Jamie J. Zhao, "la cultura pop queer y el fandom, facilitados por el amplio uso de Internet y los medios digitales, y estas situaciones socioculturales relativamente mejoradas para la supervivencia de las personas LGBTQ". En el caso de Hong Kong, el fandom "hehe" a veces ofrece formas populares y culturales de promover la igualdad homosexual entre el público, estableciendo una conexión entre la cultura pop y el impacto sociopolítico.

## Industria del entretenimiento
Varias estrellas o cantantes de Hong Kong se declararon públicamente apoyando el movimiento LGBT, lo que desató un debate sobre la homosexualidad entre las estrellas. En 2012, la cantante de Hong Kong Denise Ho, también conocida como HOCC, salió del armario en la Marcha del Orgullo Gay, provocando cambios en su fandom. Según Maud Lavin, "la tensión entre lo queer y lo normal ha pasado de la negociación heteronormativa de un género femenino 'adecuado' y una sexualidad concedida a la negociación de una encarnación lesbiana 'adecuada' dentro de su fandom". Su salida del armario marca un gran paso para influir en el fandom o incluso en la dirección pública del debate sobre celebridades homosexuales. Ho también comentó que "el público ha sido muy positivo acerca de lo que [ella] ha hecho". La etiqueta de ser homosexual se incorpora a la interpretación pública de su música, haciendo de la homosexualidad un tema de discusión informal.
El número de trabajos relacionados con LGBT en la industria musical también aumentó con la promoción de los letristas. Algunos escritores líricos famosos han estado creando canciones sobre la homosexualidad y las utilizan como medio para vincular la homosexualidad con el público. Por ejemplo, Wyman Wong creó canciones que van desde «Rosemary» hasta «Illuminati», insinuando la belleza pasajera del amor entre personas del mismo género. En sus canciones desafía el concepto binario de género y registra los sufrimientos de la comunidad LGBT, haciendo que el público reconozca más fácilmente los problemas que enfrenta la comunidad.
Volume Up, el primer sello discográfico orientado a personas LGBT en Hong Kong, fue fundado por Evan Steer.

## Literatura
El poeta de Hong Kong Nicholas Wong ganó en 2016 el «Premio Literario Lambda», galardón LGBT estadounidense, con su poesía «Crevasse». Es el primero en Hong Kong en ganar este premio. Lo llaman «Poeta gay» después de su aparición en el premio. En su entrevista destaca que sus obras se basan en la visión de los queers.